# Tovmas Nazarbekian
Tovmas Nazarbekian (în armeană: Թովմաս Նազարբէկեան; n. 4 aprilie 1855 – d. 19 februarie 1931), de asemenea cunoscut și ca Foma Nazarbekov (rusă Фома Назарбеков), a fost un general armean, care a luptat în Primul Război Mondial.
Ulterior, a fost denumit comandant suprem al Primei Republici Armene. Datorită activității sale militare, Nazarbekian a primit cele mai important decorații militare.

## Biografie

### Anii timpurii, educație
Tovmas (Tomas) Nazarbekian s-a născut într-o familie nobilă bogată rusizată, de origine armeană, din Tbilisi. A urmat cursurile Academiei Militare din Moscova. Angajamentele sale militare timpurii includ Războiul ruso-turc din 1877 – 1878 și Războiul ruso-japonez din 1904 – 1905.